# 154
| 154                |
| ------------------ |
| Dødsfald - Fødsler |
|                    |

| Gregoriansk kalender | 154 CLIV                |
| Ab urbe condita      | 907                     |
| Armensk kalender     | I/T                     |
| Kinesiske kalender   | 2850 – 2851 癸巳 – 甲午 |
| Etiopisk kalender    | 146 – 147               |
| Jødisk kalender      | 3914 – 3915             |
| Hindukalendere       |                         |
| - Vikram Samvat      | 209 – 210               |
| - Shaka Samvat       | 76 – 77                 |
| - Kali Yuga          | 3255 – 3256             |
| Iransk kalender      | 468 BP – 467 BP         |
| Islamisk kalender    | 483 BH – 482 BH         |

Se også 154 (tal)